# Mount Nickerson
Mount Nickerson är ett berg i Antarktis. Det ligger i Östantarktis. Nya Zeeland gör anspråk på området. Toppen på Mount Nickerson är 1 480 meter över havet, eller 398 meter över den omgivande terrängen. Bredden vid basen är 8,6 km.
Terrängen runt Mount Nickerson är varierad. Trakten är obefolkad. Det finns inga samhällen i närheten.